# Планковский ток

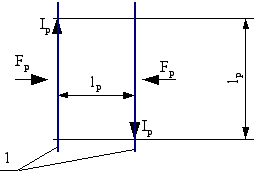
1 — проводник, F_{p} — Планковская сила, l_{p} — Планковская длина, I_{p} — Планковский ток.

Пла́нковский ток (обозначается {\displaystyle I_{\text{P}}}) — одна из производных единиц измерения планковской системы единиц, применяемая для измерения электрического тока и определённая через фундаментальные константы:
{\displaystyle I_{\text{P}}={\frac {q_{\text{P}}}{t_{\text{P}}}}={\sqrt {\frac {c^{6}4\pi \varepsilon _{0}}{G}}}\approx } 3,4789 ⋅1025 ампер,
где:
{\displaystyle q_{\text{P}}={\sqrt {c\hbar 4\pi \varepsilon _{0}}}} — планковский заряд;
{\displaystyle t_{\text{P}}={\sqrt {\frac {\hbar G}{c^{5}}}}} — планковское время;
{\displaystyle \varepsilon _{0}} = электрическая постоянная;
{\displaystyle \hbar } — постоянная Дирака;
G — гравитационная постоянная;
c — скорость света в вакууме.
Планковский ток — это ток, переносящий один планковский заряд за одно планковское время.
Эквивалентное определение: планковский ток — это постоянный ток, который, протекая в двух прямых параллельных проводниках бесконечной длины, расположенных в вакууме на расстоянии планковской длины друг от друга, создаст между этими проводниками силу, равную планковской силе на каждый участок длины проводников, равный планковской длине.